# Финдлэй, Кэти
Кэти Финдлэй (англ. Katie Findlay; род. 28 августа 1990) — канадская актриса, получившая широкую известность благодаря ролям Рози Ларсен в драматическом сериале «Убийство» и Мэгги Ландерс в «Дневниках Кэрри». В 2014—15 годах Финдлэй исполняла роль Ребекки Саттер в сериале Шонды Раймс «Как избежать наказания за убийство».

## Ранние годы
Финдлэй родилась в Уинсоре, Онтарио в Канаде. Двенадцать лет занималась балетом, но оставила его из-за травмы спины, а также, чтобы «у неё были ноги нормального человека». Увлекается историей искусств, пением, комиксами и занимается йогой. Среди её предков — португальцы, китайцы, англичане и шотландцы.

## Карьера
Пока к выходу готовились два пилота для канадской компании CBC, актриса получила роль в сериале канала Fox «За гранью». Всеобщее внимание актриса приковала, когда сыграла роль убитой девушки Рози Ларсен в драматическом детективном сериале «Убийство». Кроме того, Кэти сыграла Элли в шоу «Звёздные врата: Вселенная», снималась в гостевых ролях в сериалах «Шах и мат», «Ясновидец» и «Континуум». В 2012 году получила роль лучшей подруги Кэрри Брэдшоу, бунтарки Мэгги Лэндерс, в телесериале «Дневники Кэрри» и Бонни в фильме «Философы».

## Фильмография
| Кино        | Кино                               | Кино                          | Кино             | Кино                                   |
| Год         | Русское название                   | Оригинальное название         | Роль             | Примечание                             |
| ----------- | ---------------------------------- | ----------------------------- | ---------------- | -------------------------------------- |
| 2011        | Место крушения                     | Crash Site                    | Фрэнсис Сандерс  |                                        |
| 2013        | Философы. Урок выживания           | The Philosophers              | Бонни            |                                        |
| 2013        | Хочу не могу                       | Premature                     | Габриель         | Главная роль                           |
| 2015        | Мост                               | The Bridge                    | Молли Калленс    | Главная роль                           |
| 2015        | Тёмный странник                    | The Dark Stranger             | Лия Гэриссон     |                                        |
| 2015        | Джем и голограммы                  | Jem and the Holograms         | Мэри Филлипс     |                                        |
| 2016        | Мост 2                             | The Bridge 2                  | Молли Калленс    | Главная роль                           |
| Телевидение |                                    |                               |                  |                                        |
| Год         | Русское название                   | Оригинальное название         | Роль             | Примечание                             |
| 2010        | Грань                              | Fringe                        | Джилл            | 1 эпизод                               |
| 2010        | Запутавшиеся                       | Tangled                       | Эмили            | Пилот                                  |
| 2010        | Ясновидец                          | Psych                         | Минка            | 1 эпизод                               |
| 2011        | Шах и мат                          | Endgame                       | Мэйзи Макдональд | 1 эпизод                               |
| 2011        | Звёздные врата: Вселенная          | SGU Stargate Universe         | Элли             | 2 эпизода                              |
| 2011—2012   | Убийство                           | The Killing                   | Рози Ларсен      | Регулярная роль, 13 эпизодов           |
| 2012        | Континуум                          | Continuum                     | Лили Коул        | 1 эпизод                               |
| 2013—2014   | Дневники Кэрри                     | The Carrie Diaries            | Мэгги Ландерс    | Регулярная роль, 22 эпизодов           |
| 2014—2015   | Как избежать наказания за убийство | How to Get Away with Murder   | Ребекка Саттер   | Регулярная роль, 15 эпизодов           |
| 2016        | Волшебники                         | The Magicians                 | Ева              | 1 эпизод                               |
| 2017        | Мужчина ищет женщину               | Man Seeking Woman             | Люси             | Регулярная роль, 10 эпизодов           |
| 2017        | Потерянное поколение               | Lost Generation               | Купер            | Главная роль                           |
| 2019        | Сумеречная зона                    | The Twilight Zone             | Стюардесса       | Эпизод «Кошмар на высоте 30 000 футов» |
| 2019        | Нэнси Дрю                          | Nancy Drew                    | Лизбет           | Периодическая роль                     |
| 2021        | Необыкновенный плейлист Зои        | Zoey's Extraordinary Playlist | Роза             | 4 эпизода                              |
| 2022        | Уокер: Независимость               | Walker: Independent           | Кэти             | Главная роль                           |